# Hedwig Wangel
Hedwig Wangel (née Amalie Pauline Hedwig Simon le 23 septembre 1875 à Berlin, Empire allemand et morte le 12 mars 1961 à Lohe-Föhrden, Allemagne de l'Ouest) est une actrice allemande de cinéma et de théâtre.

## Biographie
Fille d'un éditeur de musique, Hedwig Wangel a pris des cours de théâtre avec Max Grube et a fait ses débuts en 1893 avec la compagnie de théâtre "Urania". En 1894-1895 elle a joué dans Detmold, en 1896-1898 à Riga, en 1898-1899 au Berlin Lessingtheater, en 1899-1900 au Hoftheater Kassel, en 1900-1901 elle fait une tournée en Angleterre, 1901-1902 elle joue au Thalia Theatre de Hambourg, 1902-1903 elle entreprend une tournée aux Pays-Bas.
En 1903, elle commence à se produire au Deutsches Theater. Pendant ce temps, elle est considérée comme l'une des actrices les plus en vue, qui incarnait des personnalités féminines convaincantes avec sa voix profonde et son comportement puissant.
En 1909, elle se retira de la scène et se consacre à des actions sociales. À partir de 1924, elle joue à nouveau au théâtre et contribue au financement d'une école technique pour femmes sorties de prison.
À partir du milieu des années 1920, elle travaille également comme présentatrice pour des pièces radiophoniques, notamment pour Funk-Stunde Berlin et Nordische Rundfunk AG (NORAG). En 1927, par exemple, on l'entend au Hamburger Sender dans la pièce Der Weibsteufel mise en scène par Hans Bodenstedt. Ses partenaires à l'époque furent Karl Pündter et Ernst Pündter. Elle continuera cette activité jusqu'en 1957.
De 1935 à 1944, elle joue à la Kammerspiele de Munich.. Dans de nombreux films, Hedwig Wangel a surtout joué des rôles de soutien importants tels que la reine Victoria dans le film de propagande de Hans Steinhoff Le Président Krüger en 1941. En 1944, elle figurait sur la liste du ministère de la Propagande du Reich . 
Après la guerre, elle a fait des apparitions dans les théâtres de Munich et de Berlin.

## Filmographie partielle
- 1926 : Le Dernier Fiacre de Berlin de Carl Boese
- 1926 : Kreuzzug des Weibes de Martin Berger
- 1927 : Une Dubarry moderne (Eine Dubarry von heute) d'Alexander Korda
- 1927 : Petronella de Hanns Schwarz
- 1939 : Les Mains libres d'Hans Schweikart
- 1930 : Der Kampf mit dem Drachen oder : Die Tragödie des Untermieters de Robert Siodmak
- 1930 : Flachsmann als Erzieher de Carl Heinz Wolff
- 1941 : Le Président Krüger d'Hans Steinhoff : la reine Victoria
- 1941 : Le Chemin de la liberté (Der Weg ins Freie) de Rolf Hansen
- 1953 : Ave Maria d'Alfred Braun
- 1953 : L'amour n'est pas un jeu (Ein Herz spielt falsch) de Rudolf Jugert